# 소예언서

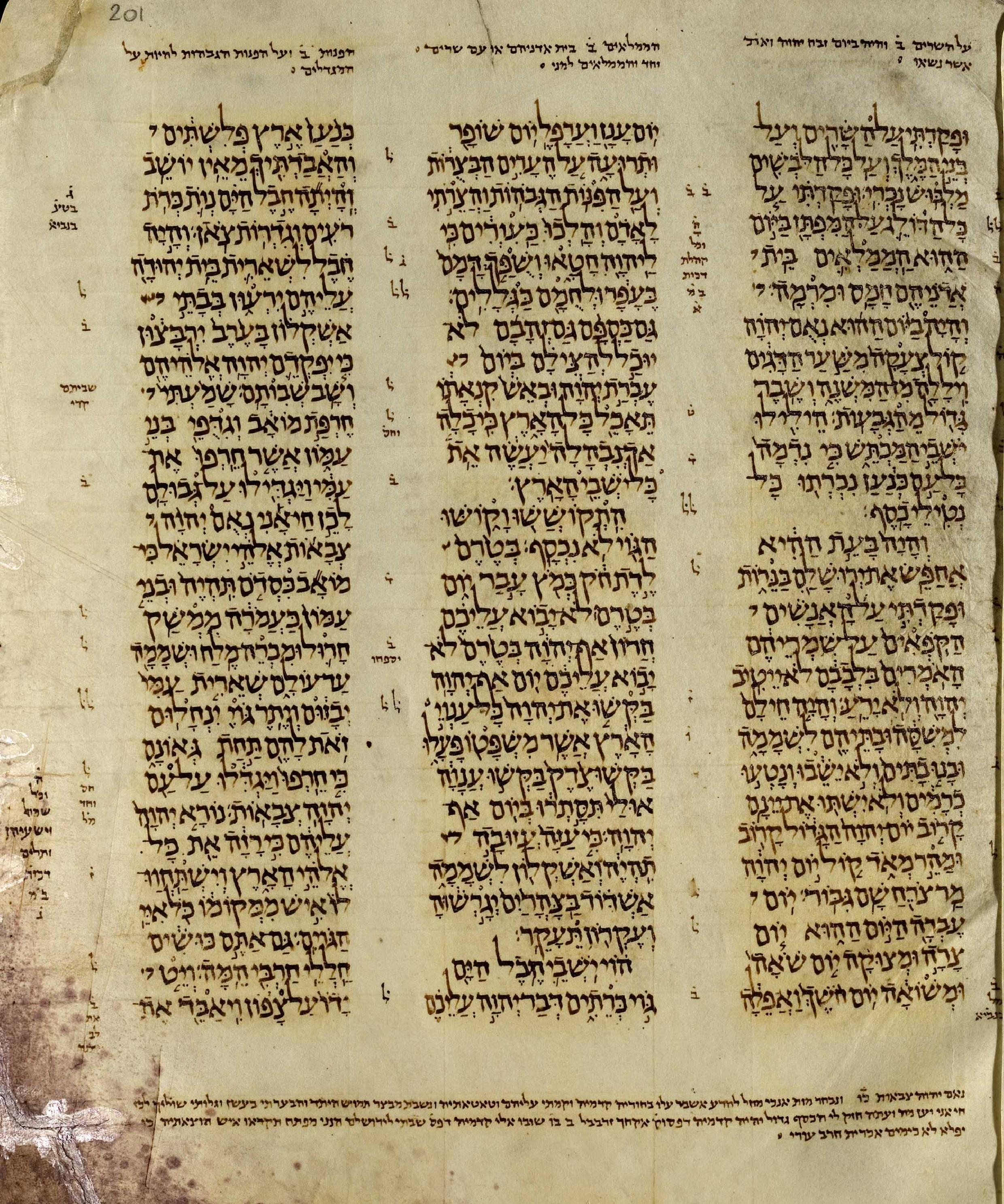
10세기 제작된 알레포 코덱스(Aleppo Codex)의 스캔본. 알레포 코덱스는 히브리어 성경의 가장 오래된 완전한 사본 중 하나로 알려져 있으며, 현재 남아있는 부분은 이스라엘 박물관에 보관되어 있다.

소예언서(공동번역, 가톨릭), 또는 소선지서(개신교)는 네비임의 마지막 열두권의 책을 가리킨다. 아래의 12권의 책들은 서기 4세기 아우구스티누스가 처음으로 소예언서(minor prophet)라 분류했는데, 5권의 대예언서와 비교할 때 덜 중요해서가 아닌 길이가 짧기 때문이었다.
아우구스티누스가 분류하기 이전인 기원전 190년경에도 벤 시라는 이 12권을 한 묶음으로 분류하였다고 전해지며, 사해문서는 최소한 기원전 150년경에는 이 12권이 별개의 묶음으로 정리되어 구약성경에 편입되었다는 고고학적 증거물이 된다.
학자들은 일반적으로 열두 소예언서 각각 자전적, 전기적, 또는 예언적 자료 기반으로 해당 예언자의 것으로 전해진 예언 전승의 핵심을 보존하고 있다고 본다. 열두 소예언서는 아케메네스 제국 시대에 하나로 편찬된 것으로 보이며, 그 순서는 아마도 연대적 및 주제적 고려 사항을 반영한 것으로 추정된다. 다만, 그 연대와 순서에 대한 논쟁은 여전히 남아있다.

## 구성

### 각 예언서의 구성
학자들은 일반적으로 해당 예언자의 이름을 따서 붙여진 원래의 예언적 전통을 집대성한 것이 각 예언서라고 본다. 이때 작성의 원전으로 추정되는 자료를 세 유형으로 나누는데, 각각 다음과 같다.
1. 자전적 자료: 1인칭으로 작성된 자료로, 실제로 해당 예언자가 직접 정리한 것도 일부 포함된다.
2. 전기적 자료: 3인칭으로 작성된 자료로, 명백히 예언자 본인이 아닌 다른 사람들에 의해 수집 정리된 자료이다.
3. 예언자들의 예언 또는 연설: 대개 시적인 형태로 표현되며, 언약 소송(covenant lawsuit), 민족에 대한 예언, 심판 예언, 사자(使者)의 연설, 노래, 찬송, 이야기, 애가, 율법, 속담, 상징적 행위, 기도, 지혜의 말씀, 환상 등 다양한 장르를 활용한다.[5]

주목할 만한 예외는 요나서로, 익명의 저자가 쓴 예언자 요나에 대한 서사적 이야기로 구성되어 있다.

### 모음집으로서의 구성
이 짧은 예언서들이 언제 하나의 두루마리로 모아졌는지는 알려지지 않았지만, "열두 소예언서"가 하나의 모음집으로 언급된 최초의 성경 외 증거는 기원전 190년경 예수 벤 시라(예슈아 벤 시락)의 저서에서 발견된다. 또한 사해사본의 증거에 따르면 현대 타나크의 순서가 기원전 150년경까지는 확립되었을 가능성이 제시된다. 이때 소예언서의 첫 여섯 권이 먼저 모아졌고, 이후 나머지 여섯 권이 추가된 것으로 여겨진다. 이 두 그룹은 상호보완적인 관계로 여겨지는데, 호세아부터 미가까지는 죄악의 문제를 제기하고, 나훔부터 말라기까지는 해결책을 제시하기 때문이다.
많은 현대 학자들은 "열두 소예언서"가 아케메네스 제국 시대(기원전 538–332년) 예루살렘에서 최종 형태로 편집되었다고 생각하지만, 이 편집이 제국 초기에 이루어졌는지 아니면 후기에 이루어졌는지에 대해서는 의견이 분분하다.
고대 필사본을 비교하면 각 예언서의 순서는 원래 유동적이었음을 알 수 있다. 현재 성경에 나타나는 배열은 대략 연대순으로 정렬되어 있다. 먼저 초기 아시리아 시대의 예언자들인 호세아, 아모스, 오바댜, 요나, 미가가 나온다. 요엘은 정확한 연대가 언급되지 않지만, 요엘의 마지막 부분(3장 16절, 유대 성경으로는 4장 16절)과 아모스의 시작 부분(1장 2절)의 구절이 동일하기 때문에 아모스 앞에 배치된 것으로 보인다. 또한 아모스(4:9, 7:1-3)와 요엘 모두 메뚜기 재앙에 대한 묘사가 존재한다.
그 다음은 후기 아시리아 시대의 예언자들인 나훔, 하박국, 스바냐가 뒤따르며, 마지막으로 페르시아 시대의 예언자들인 학개, 스가랴, 말라기가 있다. 그러나 일부 학자들은 "제2스가랴"를 헬레니즘 시대에 속한다고 본다. 연대와 함께 예루살렘과 유다에 초점을 두고 있는지도 중요한 고려 사항이었다. 예를 들어, 오바댜는 일반적으로 기원전 586년 예루살렘의 파괴를 반영한 것으로 이해되므로, 순전히 연대순으로 본다면 더 후기에 속한다.

### 순서

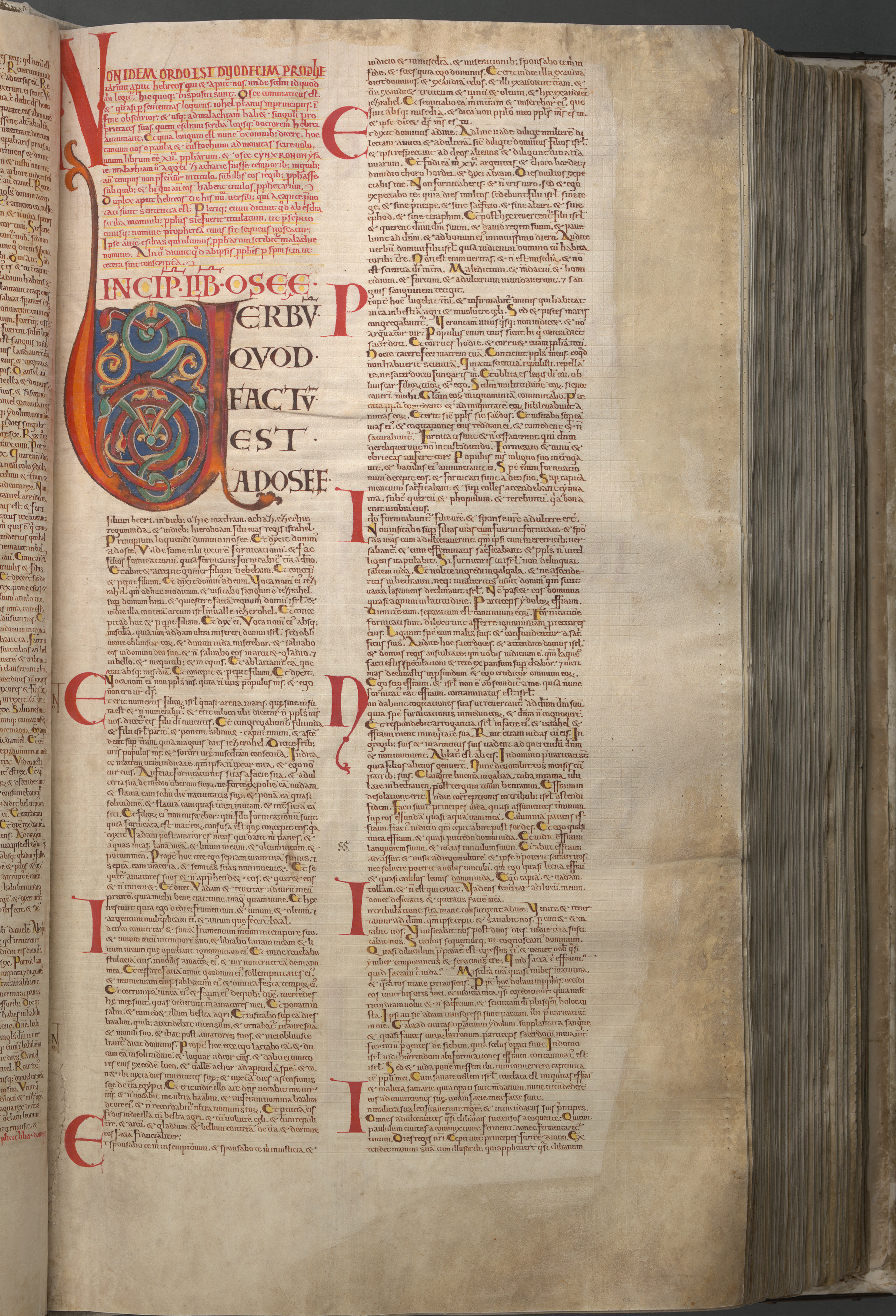
세계에서 가장 큰 중세 필사본인 13세기에 제작된 코덱스 기가스(Codex Gigas)의 첫 장. 현재 스웨덴 스톡홀름 국립도서관에 보관되어 있다.

유대교 히브리 성경에서는 소예언서들이 하나의 모음집으로 간주된다. 유대교, 개신교, 가톨릭 성경에서는 이 책들이 동일한 순서로 나타나지만, 동방 정교회 성경에서는 70인역(Septuagint)에 따라 순서가 다르다. 각 책들은 그 자체의 명시적인 진술에 따라 대략적인 연대순으로 배열되어 있다.
| 순서 | 정교회의 순서 | 책         | 연대                            |
| ---- | ------------- | ---------- | ------------------------------- |
| 1    | 1             | 호세아서   | 기원전 8세기 (북왕국 멸망 이전) |
| 2    | 4             | 요엘서     | (Disputed)                      |
| 3    | 2             | 아모스서   | 기원전 8세기 (북왕국 멸망 이전) |
| 4    | 5             | 오바디야서 | (Disputed)                      |
| 5    | 6             | 요나서     | (Disputed)                      |
| 6    | 3             | 미가서     | 기원전 8세기 (북왕국 멸망 이전) |
| 7    | 7             | 나훔서     | 기원전 7세기 (남왕국 멸망 이전) |
| 8    | 8             | 하바꾹서   | 기원전 7세기 (남왕국 멸망 이전) |
| 9    | 9             | 스바니야서 | 기원전 7세기 (남왕국 멸망 이전) |
| 10   | 10            | 하깨서     | 기원전 6세기 (바빌론 유수 이후) |
| 11   | 11            | 즈가리야서 | 기원전 6세기 (바빌론 유수 이후) |
| 12   | 12            | 말라기서   | 기원전 5세기 (바빌론 유수 이후) |

호세아로부터 말라기까지 소예언서는 아시리아와 바빌론, 페르시아 제국을 포함하는 약 400년 동안의 역사를 망라하고 있다. 이 가운데 3권의 예언서들은 북방왕국을 향한 책들이며 (요나, 아모스, 호세아), 6권의 책들은 남방왕국을 향한 예언들이다(오바디야, 요엘, 미가, 나훔, 스바니야, 하박국). 나머지 3권은 포로귀환 이후의 예언서들이다. (학개, 즈가리야, 말라기). 비록 모든 소예언서 저자들의 이름이 언급되고 있지만, 그들에 대해 알려진 바는 거의없다. 그들의 배경과 개인적인 성격 등은 매우 다양하다.

## 주요 내용
호세아서
- 이스라엘 나라의 죄악을 불륜에 빠진 아내와의 관계로서 예언하여 야훼 야훼의 사랑이 어떠함을 나타내며 북쪽 이스라엘 나라의 죄악이 어떠함을 보여 주고 있다.

요엘서
- 유다와 예루살렘의 죄로 인하여 "회개하라"고 외침
- 당시 유다는 사상초유의 메뚜기 재앙을 받고 있었음
- 재앙의 이유는 그들의 죄 때문이요 - 재앙의 결과는 유다의 멸망을 예고하는 신의 경고로 말하고 있음

아모스서
- 우상 숭배와 패역한 이스라엘에 야훼의 공의로운 심판이 있고 또 신의 사랑을 애가와 환상으로 보여 준다.
- 이스라엘 백성이 회개 하고 돌아오면 구원과 축복이 있음도 함께 예언 한다.

오바디야서
- 형제의 나라를 괴롭히는 에돔의 죄를 책망하며 회개를 촉구하고 회개치 않을 경우 신이 내릴 심판과 멸망을 예언한다.
- 그러면서 유다의 멸망이 있을지언정 반드시 구원과 회복이 있을 것을 예언한다. (메시아 예언)

요나서
- 이스라엘의 숙적이며 이방나라인 아시리아 니네베에서 예언 - 신은 이방인의 구원을 원함을 요나의 예언을 통해 나타냄

미가서
- 유다의 지도층과 부유층의 죄에 대하여 책망하고 신의 공의를 선포하며 심판을 예언한다.
- 그러나 회개자에게는 구원이 있음을 구속자가 오심을 예언한다.

나훔서
- 야훼를 적대하며 교만하고 포악한 아시리아 제국을 책망하고 명망을 예언한다.
- 나훔서는 용서와 구원이 없다
- 오직 야훼의 의로우심과 공평하심을 강조한다.

하바꾹서
- 어려운 환란 가운데에서 "의인은 믿음으로만 산다"는 위대한 진리를 발견하고 선포한다.
- 하바꾹은 신자의 신앙적 승리의 비결을 예언했다.

스바니야서
- 예언의 중심은 '신의 날이다"이다(신의 날은 심판의 날을 뜻한다.)
- 심판의 이유는 야훼에 대하여 무관심하고 불신앙적인 데에 있다.
- 그러나 그들이 자기 죄를 회개하면 야훼가 저들을 구원하고 기뻐하실 것이라고 예언했다.

하깨서
- 바벨론 포로에서 돌아온 후 야훼의 성전은 짓지 않고 자신들의 집을 완벽하게 지은 것을 꾸짖고 성전을 짓도록 독려(예언)한다.

즈가리야서
- 하깨 선지자를 도와 성전의 재건을 독려(예언)한다.
- 성전 건축울 통하여 영적 각성과 신앙적 헌신과 메시아의 시대를 예비하도록 예언한다.

말라기서
- 이스라엘의 형식적인 신앙생활 이방인과의 결혼과 십일조 불이행등 하나님의 은혜를 받고 깨닫지 못하는 저들(특히 지도급)에게 임박한 하나님의 심판을 전하며 회개를 촉구한다.

## 신학적 관점
1. 대예언서와 소예언서가 본래부터 구별되어 있는 것이 아니다. 이 예언은 주로 남쪽 유다의 멸망과 바벨론 포로를 전후하여 예언한 선지들을 구분한 것뿐이다. 그것은 인물에 차이에서도 아니요, 그들의 입은 은혜나 능력이 우월해서도 아니요, 예언의 내용이 중요해서도 아니다. 다만 그들이 예언한 분량에 따라서 대예언서와 소예언서로 나뉘었다.
2. 혹 차이가 있다면 각 예언하는 방법이 조금씩 다른 것뿐이다.
3. 대,소예언서를 막론하고 장차 구세주로 세상에 오는 메시아를 예언하는데 그 초점이 맞추어져 있다.

## 같이 보기
- 대예언서

## 참고 문헌
- Achtemeier, Elizabeth R. & Murphy, Frederick J. The New Interpreter’s Bible, Vol. VII: Introduction to Apocalyptic Literature, Daniel, The Twelve Prophets (Abingdon, 1996)
- Cathcart, Kevin J. & Gordon, Robert P. The Targum of the Minor Prophets. The Aramaic Bible 14 (Liturgical Press, 1989)
- Chisholm, Robert B. Interpreting the Minor Prophets (Zondervan, 1990)
- Coggins, Richard; Han, Jin H (2011). 《Six Minor Prophets Through the Centuries: Nahum, Habakkuk, Zephaniah, Haggai, Zechariah, and Malachi》. John Wiley & Sons. ISBN 978-1-44434279-6.
- Coogan, Michael D (2009). 《A brief introduction to the Old Testament》. Oxford University Press.
- Dell, Katherine J (1996). 〈Reinventing the Wheel: the Shaping of the Book of Jonah〉.   Barton, John; Reimer, David James. 《After the exile: essays in honour of Rex Mason》. Mercer University Press. ISBN 978-0-86554524-3.
- Feinberg, Charles L. The Minor Prophets (Moody, 1990)
- Ferreiro, Alberto (ed). The Twelve Prophets. Ancient Christian Commentary on Scripture (Inter-Varsity Press, 2003)
- Floyd, Michael H (2000). 《Minor prophets》 2. Eerdmans. ISBN 9780802844521.
- Hill, Robert C. (tr). Theodoret of Cyrus: Commentary on the Prophets Vol 3: Commentary on the Twelve Prophets (Holy Cross Orthodox Press, 2007)
- of Mopsuestia, Theodore; Hill, Robert C, tr (2004). “Commentary on the Twelve Prophets”. The Fathers of the Church. Catholic University of America.
- House, Paul R. The Unity of the Twelve. JSOT Supplement Series, 97 (Almond Press, 1990)
- Jones, Barry Alan. The Formation of the Book of the Twelve: a Study in Text and Canon. SBL Dissertation Series 149 (Society of Biblical Literature, 1995)
- Keil, Carl Friedrich. Keil on the Twelve Minor Prophets (1878) (Kessinger, 2008)
- Longman, Tremper & Garland, David E. (eds). Daniel–Malachi. The Expositor's Bible Commentary (Revised ed) 8 (Zondervan, 2009)
- McComiskey, Thomas Edward (ed). The Minor Prophets: An Exegetical and Expository Commentary (Baker, 2009)
- Navarre Bible, The: Minor Prophets (Scepter & Four Courts, 2005)
- Nogalski, James D. Literary Precursors to the Book of the Twelve. Beihefte zur Zeitschrift für die Alttestamentliche Wissenschaft (Walter de Gruyter, 1993)
- Nogalski, James D; Sweeney, Marvin A, 편집. (2000). 《Reading and Hearing the Book of the Twelve》. Symposium. Society of Biblical Literature.
- Petterson, Anthony R., ‘The Shape of the Davidic Hope across the Book of the Twelve’, Journal for the Study of the Old Testament 35 (2010), 225–46.
- Phillips, John. Exploring the Minor Prophets. The John Phillips Commentary Series. (Kregel, 2002)
- Redditt, Paul L (2003). 〈The Formation of the Book of the Twelve〉.   Redditt, Paul L; Schart, Aaron. 《Thematic threads in the Book of the Twelve》. Beihefte zur Zeitschrift für die Alttestamentliche Wissenschaft. Walter de Gruyter. ISBN 978-3-11017594-3.
- Roberts, Matis (ed). Trei asar: The Twelve Prophets: a New Translation with a Commentary Anthologized from Talmudic, Midrashic, and Rabbinic Sources (Mesorah, 1995–)
- Rosenberg, A.J. (ed). The Twelve Prophets: Hebrew Text and English Translation. Soncino Books of the Bible (Soncino, 2004)
- Schart, Aaron (1998). “Die Entstehung des Zwölfprophetenbuchs. Neubearbeitungen von Amos im Rahmen schriftenübergreifender Redaktionsprozesse”. Beihefte zur Zeitschrift für die alttestamentliche Wissenschaft (독일어) (260). Walter de Gruyter.
- Shepherd, Michael B. "The Twelve Prophets in the New Testament" (Peter Lang, 2011)
- Slavitt, David R. (tr). The Book of the Twelve Prophets (Oxford University Press, 1999)
- Smith, James E. The Minor Prophets. Old Testament Survey (College Press, 1994)
- Stevenson, John. Preaching From The Minor Prophets To A Postmodern Congregation (Redeemer, 2008)
- Walton, John H. (ed). The Minor Prophets, Job, Psalms, Proverbs, Ecclesiastes, Song of Songs Zondervan Illustrated Bible Backgrounds Commentary (Zondervan, 2009)
- Zvi, Ehud Ben (2004). 〈Introduction to The Twelve Minor Prophets〉.   Berlin, Adele; Brettler, Mark Zvi. 《The Jewish Study Bible》. Oxford University Press. ISBN 978-0-19529751-5.